# الصلب (السياني)

تعديل مصدري - تعديل

الصلب محلة تابعة لقرية عدن الاشلوح، التابعة لعزلة الدامغ بمديرية السياني إحدى مديريات محافظة إب في الجمهورية اليمنية.، بلغ تعداد سكانها 342 حسب تعداد اليمن لعام 2004.